# Фохенштраус
Фохенштраус (њем. Vohenstrauß) град је у њемачкој савезној држави Баварска. Једно је од 38 општинских средишта округа Нојштат ан дер Валднаб. Према процјени из 2010. у граду је живјело 7.722 становника. Посједује регионалну шифру (AGS) 9374162.

## Географски и демографски подаци
Фохенштраус се налази у савезној држави Баварска у округу Нојштат ан дер Валднаб. Град се налази на надморској висини од 450–650 метара. Површина општине износи 74,1 km². У самом граду је, према процјени из 2010. године, живјело 7.722 становника. Просјечна густина становништва износи 104 становника/km².

## Међународна сарадња
| Мјесто | Држава | Врста сарадње | Од    |
| ------ | ------ | ------------- | ----- |
|        | Чешка  | партнерство   | 1992. |
| Извор  |        |               |       |